# Garry Swain
Garry Frederick Arthur Swain (Welland, 11 settembre 1947) è un ex hockeista su ghiaccio canadese.
Nel corso della carriera militò nella National Hockey League e nella World Hockey Association.

## Carriera
Swain giocò a livello giovanile nell'Ontario Hockey League con i Niagara Falls Flyers, squadra per cui militò per due stagioni arrivando a conquistare la Memorial Cup. In occasione dell'NHL Amateur Draft 1968 fu scelto in quarta posizione assoluta dai Pittsburgh Penguins.
Dopo soli nove incontri giocati in National Hockey League Swain nelle stagioni successive giocò per diverse formazioni delle leghe minori nordamericane: due stagioni con gli Amarillo Wranglers nella Central Hockey League, tre con i Baltimore Clippers in American Hockey League, una con i Fort Wayne Komets in International Hockey League e una con i Charlotte Checkers in Southern Hockey League.
Non riuscendo a trovar spazio nella NHL Swain nel 1974 passò alla World Hockey Association firmando con i New England Whalers. Rimase ad Hartford per le tre stagioni successive totalizzando 63 punti in 196 gare disputate, con un massimo di 26 punti ottenuti nella stagione 1975-1976. Si ritirò dall'attività agonistica al termine del campionato 1976-77 dopo una breve parentesi in AHL con i Rhode Island Reds.

## Palmarès

### Club
- Memorial Cup: 1

Niagara Falls: 1968

### Individuale
- SHL Second All-Star Team: 1

1973-1974